# South Canberra kerület
Koordináták: d. sz. 35° 18′ 58″, k. h. 149° 07′ 53″35.316169°S 149.131306°E

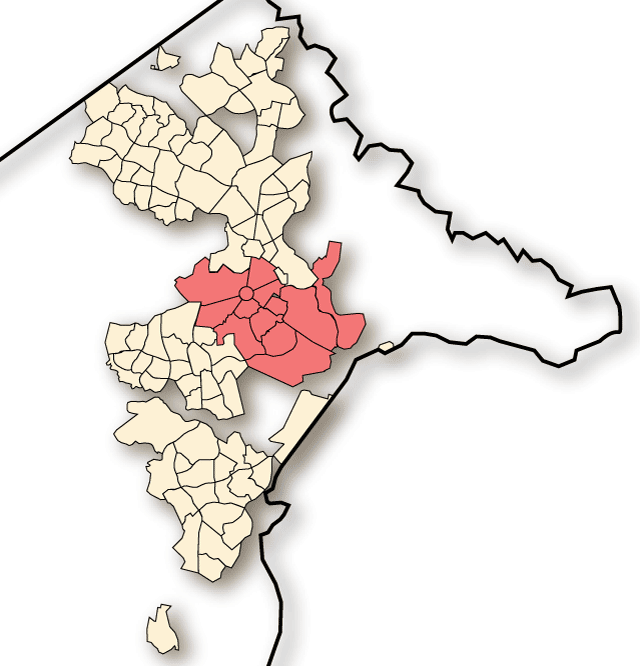
Dél-Canberra kerület elhelyezkedése Canberrán belül

Dél-Canberra kerület (angolul South Canberra), vagy más néven Belső-Dél (Inner South) az ausztrál főváros, Canberra központi kerülete. A főváros régebben épült lakóépületei közül számos itt található. Dél-Canberra kerület a város magjától délre helyezkedik el, főleg a Burley Griffin-tó déli partján, de Parkes átnyúlik az északi partra és . 
Annak ellenére, hogy a főváros többi kerülete gyakorlatilag úgy lett tervezve, hogy különálló egységet alkosson, addig Dél-Canberra mindössze Észak-Canberra kerülettől különül el a Burley Griffin-tó által. E két kerületet gyakran Közép-Canberra (Central Canberra) néven emlegetik, amely a főváros üzleti negyede, a Civic körül helyezkedik el.
A kerület Canberra egyik legrégebbi városrésze, amely még Walter Burley Griffin tervei alapján épült fel. 

## Városrészek
Dél-Canberra 13 városrészből áll.
| Városrész    | Első telepesek érkezése | Terület (km²) | Népesség (fő, 2018) |
| ------------ | ----------------------- | ------------- | ------------------- |
| Barton       | 1927                    | 1,19          | 1586                |
| Capital Hill |                         |               |                     |
| Deakin       | 1928                    | 3,571         | 2988                |
| Forrest      | 1926                    | 1,57          | 1615                |
| Fyshwick     | 1925                    | 9,767         | 59                  |
| Griffith     | 1927                    | 2,756         | 5064                |
| Kingston     | 1922                    | 1,404         | 5693                |
| Narrabundah  | 1947                    | 4,091         | 6204                |
| Parkes       | 1927                    | 1,812         | 5                   |
| Pialligo     |                         |               |                     |
| Red Hill     | 1928                    | 4,861         | 3159                |
| Symonston    |                         |               |                     |
| Yarralumla   | 1922                    | 7,211         | 3084                |
| Összesen     | –                       | 34,643        | 29620               |

## Fontosabb helyek
- Az ausztrál parlament épülete a Parliament House, amely a Capital Hillen található
- Parkes városrészben található a parlamenti háromszög
- Government House, amely a mindenkori hivatalban lévő ausztrál főkormányzó rezidenciája

## Jelentős kulturális, vagy természeti értékek
1984-ben a Nemzeti Fővárosfejlesztési Bizottság (National Capital Developement Commission) javasolta, hogy hozzanak létre egy listát, amelyen feltüntetik az Ausztráliai fővárosi terület jelentősebb értékeit. Az Inner Canberra kerületre vonatkozó listát 1988-ban publikálták. Mind a fontosabb kulturális, mind pedig a jelentősebb természeti értéket képviselő helyeket feltüntették a listán. Sok ezek közül bekerült az Ausztráliai fővárosi terület Örökségvédelmi Jegyzékébe. 

### Kulturális javak
- Barton: A Régi Parlament (Old Parliament), azaz a korábbi parlament épülete, Patent Offices, Brassey House, Barton városképvédelmi terület
- Deakin: The Lodge (az ausztrál miniszterelnök hivatalos rezidenciája)
- Kingston: Kingston boltjai (Estalke bevásárlóközpont), Kingston Erőmű, a Federal Capital Commission épületei
- Forrest: Forrest városképvédelmi terület, utcanévtáblák, Forrest rezidenciái
- Manuka: Házcsoport, St Christopher iskola, Manuka Swimming Pool (uszoda), Manuka oval
- Red Hill: A 67-es ház, Arthur körforgalom, Calthorpes-ház
- Yarralumla: Busz shelter, Schlich Street, Surveyors Hut, Albert Hall, Hotel Canberra, Ausztráliai Erdészeti Iskola, Régi Canberra-i Téglagyár (Old Canberra Brickworks), Canberra krematórium, Westbourne Woods, Government House

## Fordítás
Ez a szócikk részben vagy egészben  a   South Canberra című angol Wikipédia-szócikk ezen változatának fordításán alapul.  Az eredeti cikk szerkesztőit annak laptörténete sorolja fel. Ez a jelzés csupán a megfogalmazás eredetét és a szerzői jogokat jelzi, nem szolgál a cikkben szereplő információk forrásmegjelöléseként.